# بنیاد تاریخ دانش
بنیاد تاریخ دانش، نهادی است که درک تاریخ دانش را حفظ و ارتقا می‌بخشد. این سازمان در فیلادلفیا، پنسیلوانیا، شامل یک کتابخانه، موزه، بایگانی، مرکز تحقیقات و مرکز همایش واقع است.
در سال ۱۹۸۲ به عنوان سرمایه‌گذاری مشترک انجمن شیمی آمریکا و دانشگاه پنسیلوانیا، به عنوان مرکز تاریخ شیمی (CHOC) تأسیس شد. موسسه مهندسین شیمی آمریکا (AIChE) در سال ۱۹۸۴ بنیانگذار مشترک شد. در سال ۱۹۹۲ به بنیاد میراث شیمیایی (CHF) تغییر نام یافت و دو سال بعد به مکان فعلی مؤسسه، خیابان چستنات ۳۱۵ در شهر قدیمی منتقل شد.
در تاریخ ۱ دسامبر ۲۰۱۵، مرکز تاریخ شیمی با بنیاد علوم زندگی ادغام شد و سازمانی ایجاد کرد که تاریخ علوم زندگی و بیوتکنولوژی همراه با تاریخ علوم و مهندسی شیمی را پوشش می‌دهد. از تاریخ ۱ فوریه ۲۰۱۸، این سازمان به بنیاد تاریخ دانش تغییر نام داد تا طیف وسیعی از منافع تاریخی خود را از علوم شیمی و مهندسی گرفته تا علوم زیستی و بیوتکنولوژی بازتاب دهد.
این سازمان بر تاریخ شیمی، تاریخ علم، تاریخ فناوری، روند تحقیق و توسعه، تأثیر علم بر جامعه و روابط بین علم و هنر متمرکز است. این برنامه از جامعه محققان تحقیقاتی و یک برنامه تاریخ شفاهی پشتیبانی می‌کند. از سال ۲۰۱۲، این مرکز بزرگترین بورس تحصیلی تحقیقاتی ایالات متحده برای تاریخ علم بود.

## تاریخ
ایده ایجاد «کتابخانه مرجع و موزه شیمی» در ایالات متحده را می‌توان در مجموعه مقالات اولین جلسه انجمن شیمی آمریکا (ACS) در سال ۱۸۷۶ یافت.

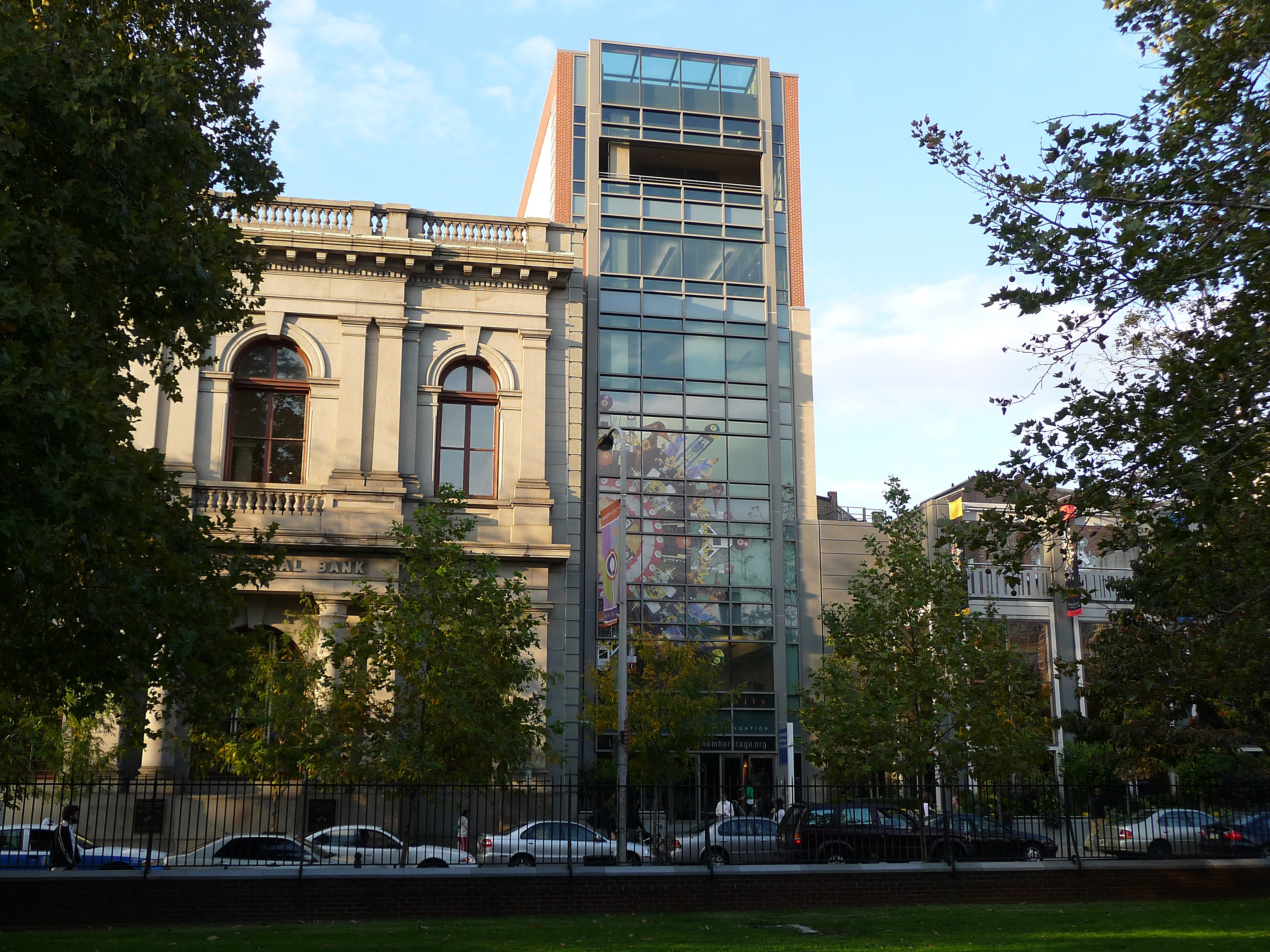
ساختمان بنیاد میراث شیمیایی

## مجموعه‌ها
مؤسسه تاریخ علم مجموعه‌های بسیاری مرتبط با تاریخ شیمی را در خود جای داده‌است.

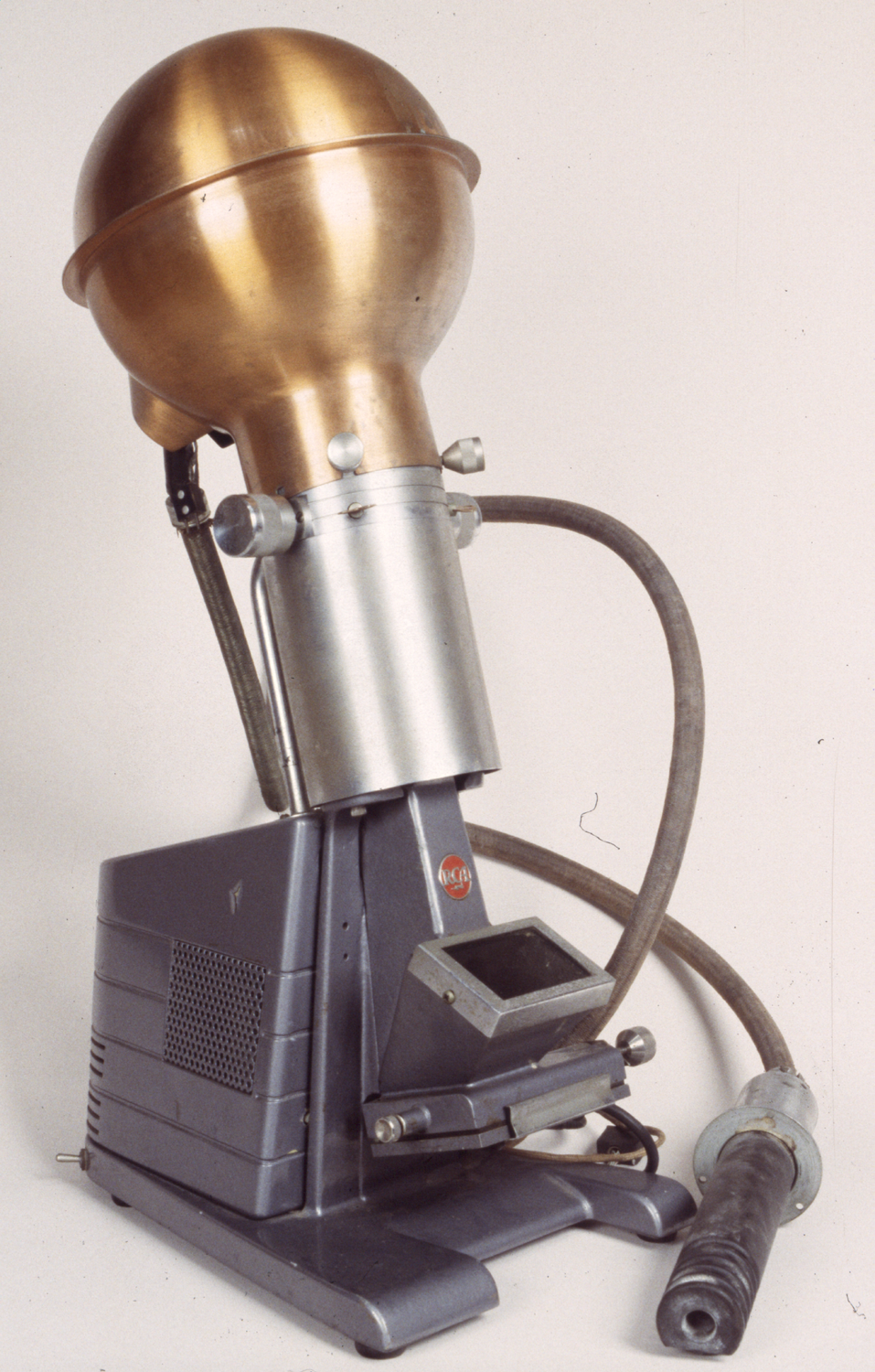
میکروسکوپ الکترونی رومیزی RCA مدل EMT3، ۱۹۵۰
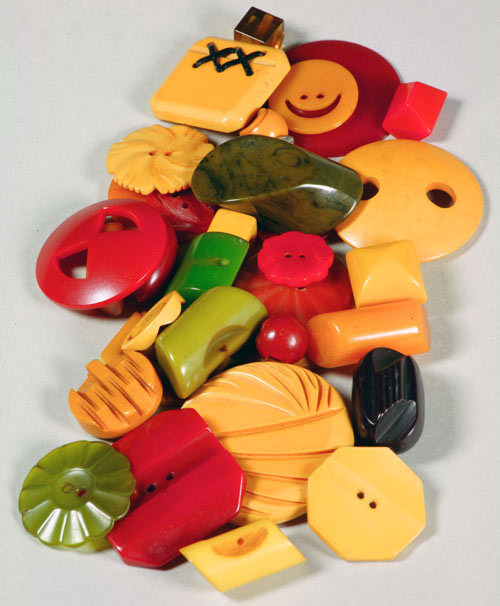
دکمه‌های کاتالین
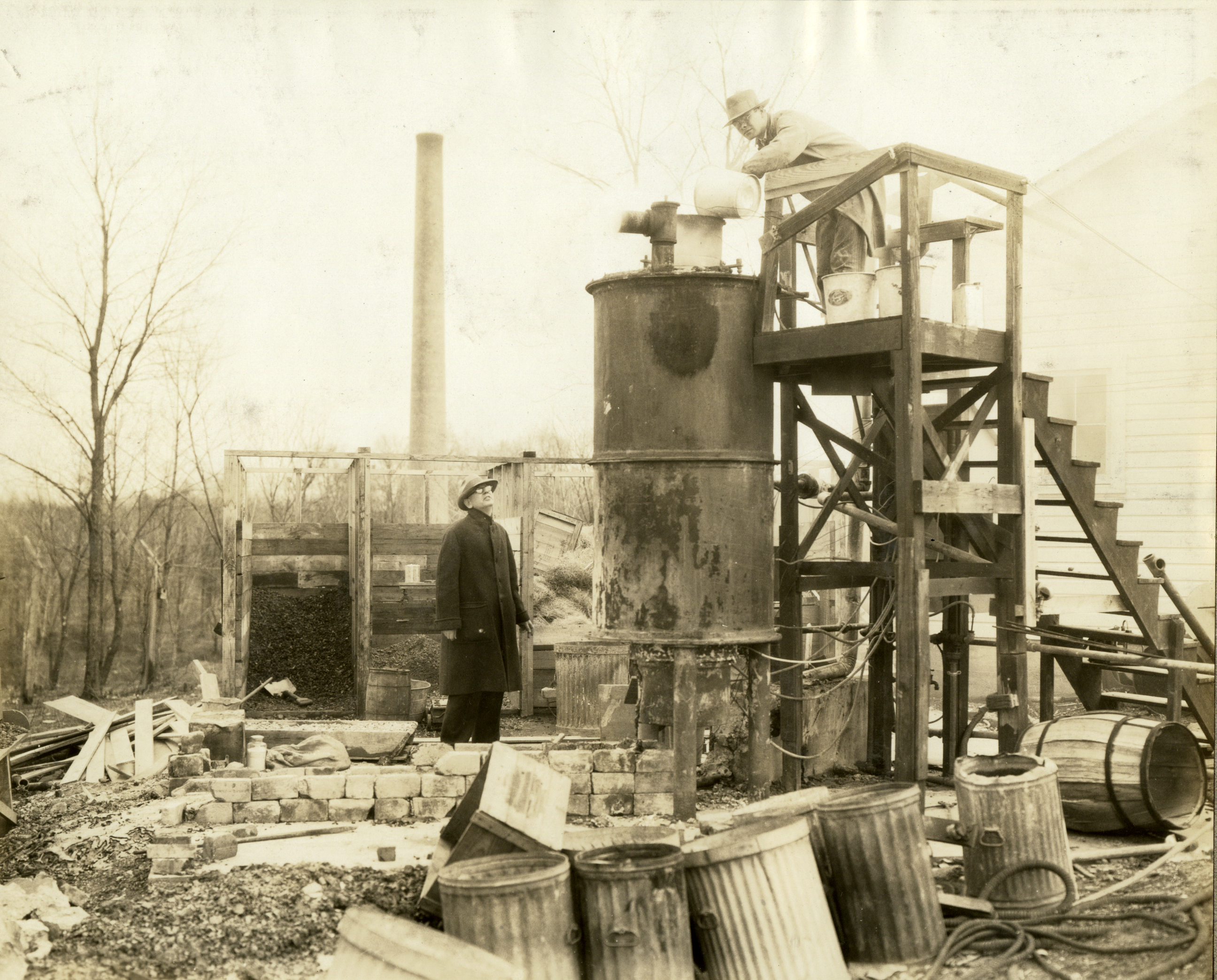
عکس کوره بلند آزمایشگاهی، آزمایشگاه تحقیقات نیتروژن ثابت